# 小松市立高等学校
小松市立高等学校（こまつしりつ こうとうがっこう、英: Komatsu Municipal High School）は、石川県小松市八幡にある市立の高等学校。

## 概要
1960年（昭和35年）に女子高として創立し、その後、1995年（平成7年）に共学化。
校舎設計は、モダニズム建築界を代表する建築家・富家宏泰による。
ハンドボール部は、全国タイトルを全国高校女子第2位の計23回（インターハイ8回、春の選抜7回、国体8回）獲得している。水泳の飛込競技やソフトテニス部も過去に全国で上位の実績がある。2000年代初頭は、野球部とサッカー部も全国を目指せるほどの成績を残していたが、近年は部員数も激減するなど、苦戦している。

## 設置学科
- 普通科
  - 芸術コース（音楽専攻、美術専攻の2専攻に分かれる）

## 教育方針
- 教育目標 - 知性を磨き、広く豊かな心を培い、心身ともにたくましい人間を育てる。21世紀にふさわしい問題解決能力をもった地域社会に貢献できる人間に育てる。
- 校訓 - 自主自律の精神
- 校是 - 生命の尊重

## 沿革
- 1960年（昭和35年） - 創立。
- 1963年（昭和38年） - 小松市立女子高等学校に校名を変更。
- 1991年（平成3年） - 芸術コースを新設。
- 1995年（平成7年） - 共学化に伴い校名を小松市立高等学校に変更。
- 1996年（平成8年） - 総合コースを新設。

## 部活動
- 運動部 - ハンドボール、ソフトテニス、カヌー、サッカー、野球、バスケットボール、バレーボール（女）、陸上
- 文化部 - 吹奏楽、美術、書道、放送、合唱、邦楽、英語、華道、茶道、JRCインターアクト

## 校歌
作詞：浅野律太郎、作曲：高田三郎

## 所在地
〒923-8501 石川県小松市八幡ト1番

## 著名な出身者
- 織作峰子 - 写真家、元1981年ミス・ユニバース世界大会日本代表
- 山田裕司 - 元プロ野球選手
- 中川真依 - 飛込競技選手
- 浅田雅子 - 飛込競技選手
- 山下美沙子- 飛込競技選手
- 石立真悠子 - ハンドボール選手
- 加須屋朝緋 - ハンドボール選手
- 佐藤一実 - ハンドボール選手
- 関澤あすか - 元ハンドボール選手
- 深田彩加 - ハンドボール選手
- 藤井保奈美 - 元ハンドボール選手
- 山野由美子 - ハンドボール選手
- 潮大志 - ボイストレーナー